# Jhosefer
 (février 2023).
Jhosefer, né le 9 mars 2004 à Mariana, est un footballeur brésilien qui joue au poste d'ailier au Cruzeiro Esporte Clube.

## Biographie

### Carrière en club
Né à Mariana au Brésil, Jhosefer est formé par le Cruzeiro Esporte Clube, où il commence sa carrière professionnelle. Il joue son premier match avec l'équipe première du club le 13 mars 2022 lors d'un match de Championnat du Minas Gerais de football,.
Lors de la saison 2022, son équipe remporte le championnat brésilien de deuxième division, et est ainsi promue en première division,.

## Palmarès
Cruzeiro EC
- Championnat du Brésil D2
  - Champion en 2022